# دينيسي هودغ
دينيسي هودغ (بالإنجليزية: Dean Hoge)‏ هو عالم اجتماع أمريكي، ولد في 27 مايو 1937، وتوفي في 13 سبتمبر 2008.